# Nicolas Rieussec
Nicolas Matthieu Rieussec (1781 – 1866) è stato un orologiaio francese alla corte di Luigi XVIII.

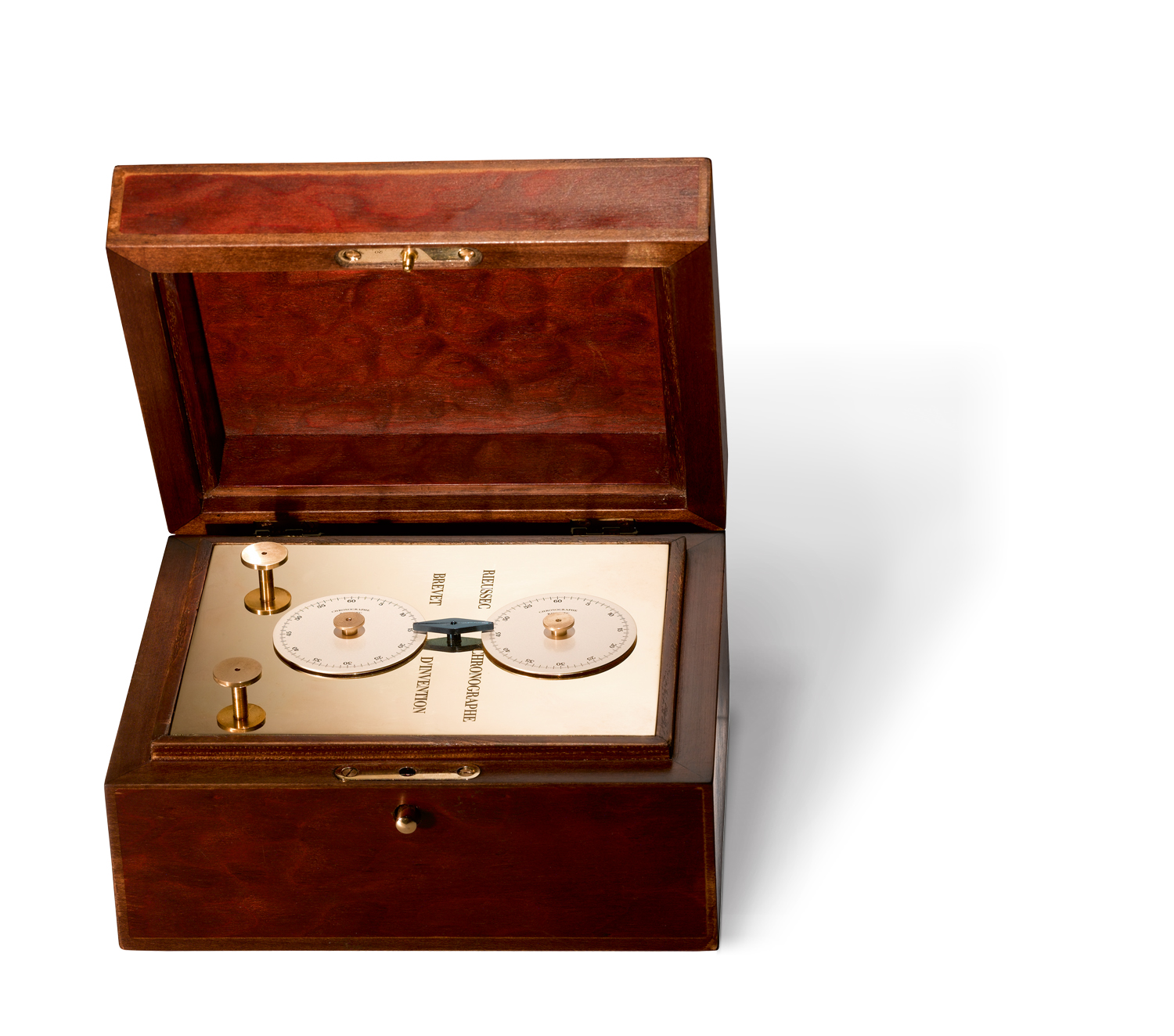
Cronografo inventato da Nicolas Rieussec 1821

Divenne celebre per l'invenzione, nel 1821, del cronografo, creato per cronometrare le corse dei cavalli allo Champ de Mars di Parigi.
Il cronografo inventato da Riussec consisteva di un marchingegno provvisto di un piccolo serbatoio di inchiostro. La lancetta lasciava sul quadrante di smalto bianco un piccolo segno di inchiostro al momento della partenza e dell'arresto. Ciò permetteva di calcolare con abbastanza precisione la durata di un determinato evento.
La sua invenzione, originariamente chiamata "compteur de chemin parcouru" ("contatore del cammino percorso")  venne approvata dall'Académie Royale des Sciences e l'anno successivo il cronografo ottenne un brevetto della durata di cinque anni.